# Acis (Gattung)
Die Gattung Acis gehört zur Familie der Amaryllisgewächse (Amaryllidaceae). Sie zählt neun Arten, die alle Zwiebeln ausbildende, ausdauernde Geophyten sind. Die Arten wurden von der Gattung der Knotenblumen (Leucojum) abgespalten.

## Beschreibung

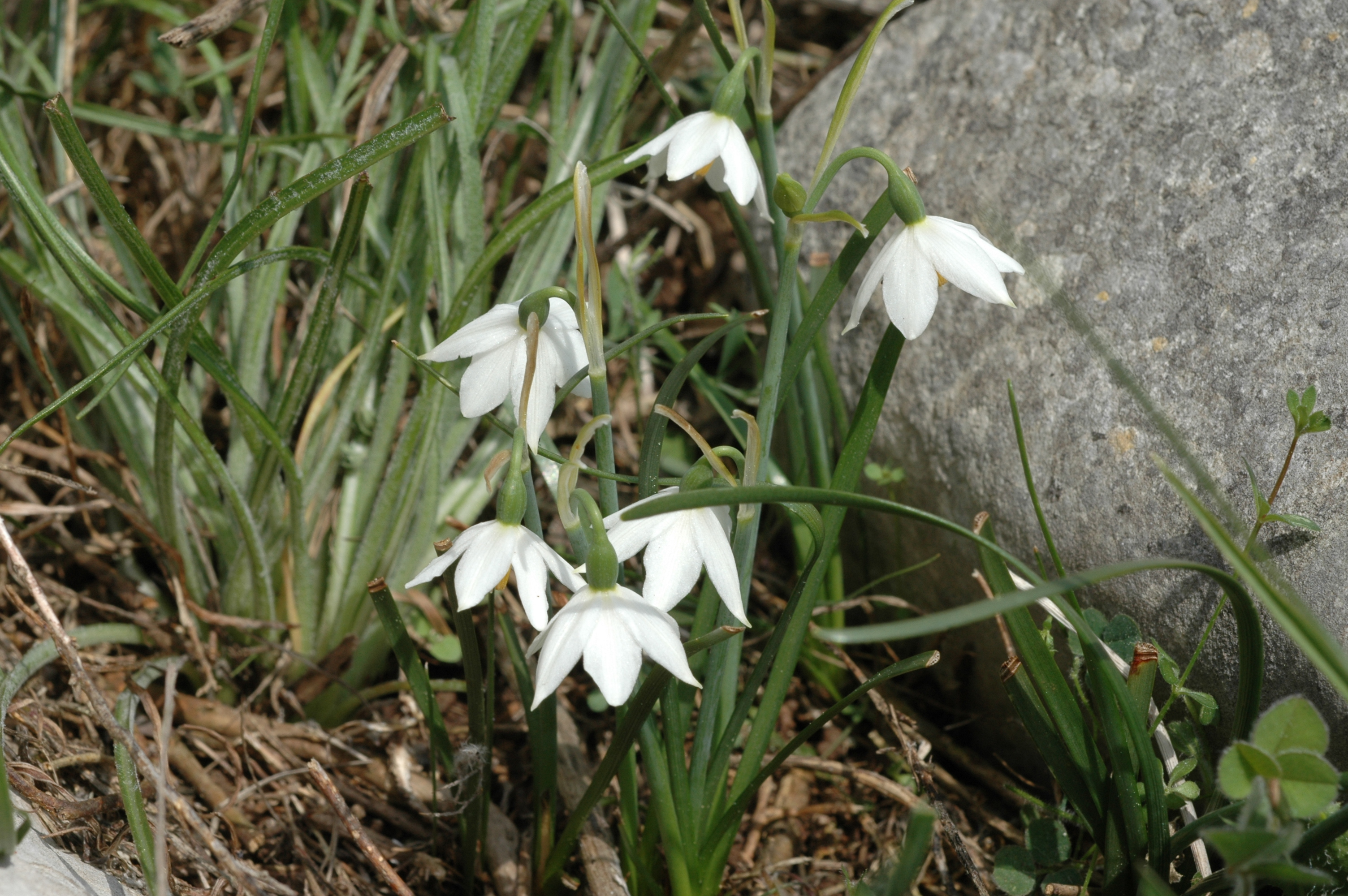
Acis nicaeensis

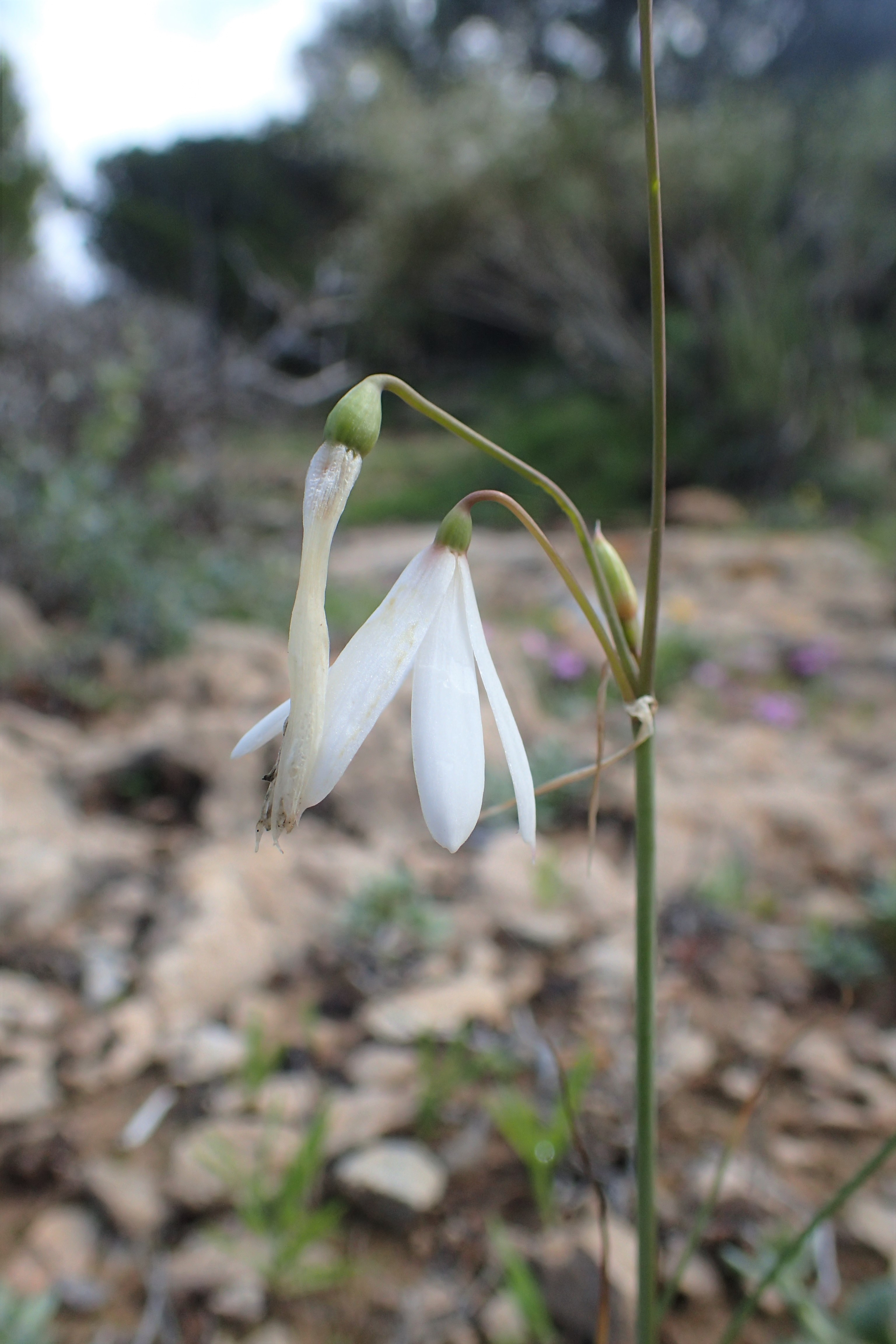
Acis trichophylla

Es handelt sich um ausdauernde, krautige Zwiebelpflanzen von 10–15 cm Höhe. Es gibt sowohl herbst- als auch frühjahrsblühende Arten. Die Blüten sind ähnlich aufgebaut wie die der Schneeglöckchen (Galanthus) und bestehen aus 6 Tepalen, die meist weiß, häufig mit rötlichem Stich sind. Sie stehen in einer Rispe mit 3–10 Blüten. Das Blattwerk ist grasähnlich und bis 18 cm lang und halbaufrecht. Es treibt mit oder vor der Blüte aus. Die Zwiebel ist ebenfalls schneeglöckchenähnlich, jedoch relativ groß im Vergleich zur nur knöchelhohen Pflanze. Die Kapselfrüchte enthalten viele, kleine Samen, die vom Wind oder auch von Ameisen ausgebreitet werden, die das Ölkörperchen (Elaiosom) fressen.

## Systematik und Verbreitung

### Systematik
Die Gattung enthält neun Arten, die vorwiegend in Südwesteuropa und Nordafrika vorkommen. Früher wurden sie zu den Knotenblumen (Leucojum) gestellt, die jetzt nur noch aus zwei Arten bestehen, der Sommer-Knotenblume (Leucojum aestivum) und der Frühlingsknotenblume (Leucojum vernum), denen sie äußerlich recht ähnlich sehen.
Das sind: 
- Herbst-Knotenblume (Acis autumnalis (L.) Sweet): Sie kommt im westlichen und westlich-zentralen Mittelmeergebiet vor.[4] Mit den Varietäten:
  - Acis autumnalis var. autumnalis
  - Acis autumnalis var. oporantha (Jord. & Fourr.) Lledó, A.P.Davis & M.B.Crespo (Synonym: Acis oporantha Jord. & Fourr.)
  - Acis autumnalis var. pulchella (Jord. & Fourr.) Lledó, A.P.Davis & M.B.Crespo
- Acis fabrei (Quézel & Girerd) Lledó, A.P.Davis & M.B.Crespo: Sie kommt in Frankreich vor.[4]
- Acis ionica Bareka, Kamari & Phitos: Sie kommt vom südwestlichen Albanien bis ins westliche Griechenland vor.[4]
- Acis longifolia J.Gay ex M.Roem.: Sie kommt in Korsika vor.[4]
- Acis nicaeensis (Ardoino) Lledó, A.P.Davis & M.B.Crespo: Sie kommt im südöstlichen Frankreich vor.[4]
- Rosafarbene Knotenblume (Acis rosea (F.Martin bis) Sweet): Sie kommt in Sardinien und in Korsika vor.[4]
- Acis tingitana (Baker) Lledó, A.P.Davis & M.B.Crespo: Sie kommt im nördlichen Marokko vor.[4]
- Acis trichophylla Sweet ex G.Don in J.C.Loudon: Sie kommt in Marokko, im südlichen und zentralen Portugal und im südwestlichen und südlich-zentralen Spanien vor.[4] Mit den Varietäten:
  - Acis trichophylla var. trichophylla
  - Acis trichophylla var. broteroi (Maire & Weiller) Lledó, A.P.Davis & M.B.Crespo
  - Acis trichophylla var. micrantha (Gattef. & Maire) Lledó, A.P.Davis & M.B.Crespo
- Acis valentina (Pau) Lledó, A.P.Davis & M.B.Crespo: Sie kommt im östlichen Spanien vor.[4]

### Verbreitung und Standort
Die Arten finden sich ausschließlich im Mittelmeerraum, z. B. in Südfrankreich, Spanien und Marokko aber auch in Griechenland, vorzugsweise an sommertrockenen, kargen Steilhängen auf felsigem Untergrund. Am weitesten nach Norden reicht Acis fabrei (Vaucluse, Frankreich).

## Verwendung
Die Herbst-Knotenblume (Acis autumnalis) sowie die Arten Acis valentina, Acis nicaeensis und Acis ionica werden manchmal als Zierpflanzen verwendet, gelten aber – aufgrund der teils schwierigen Kultur – als den Kennern vorbehalten. Die übrigen Arten der Gattung sind nur sehr selten in Sammlungen vertreten.